# Gauloises

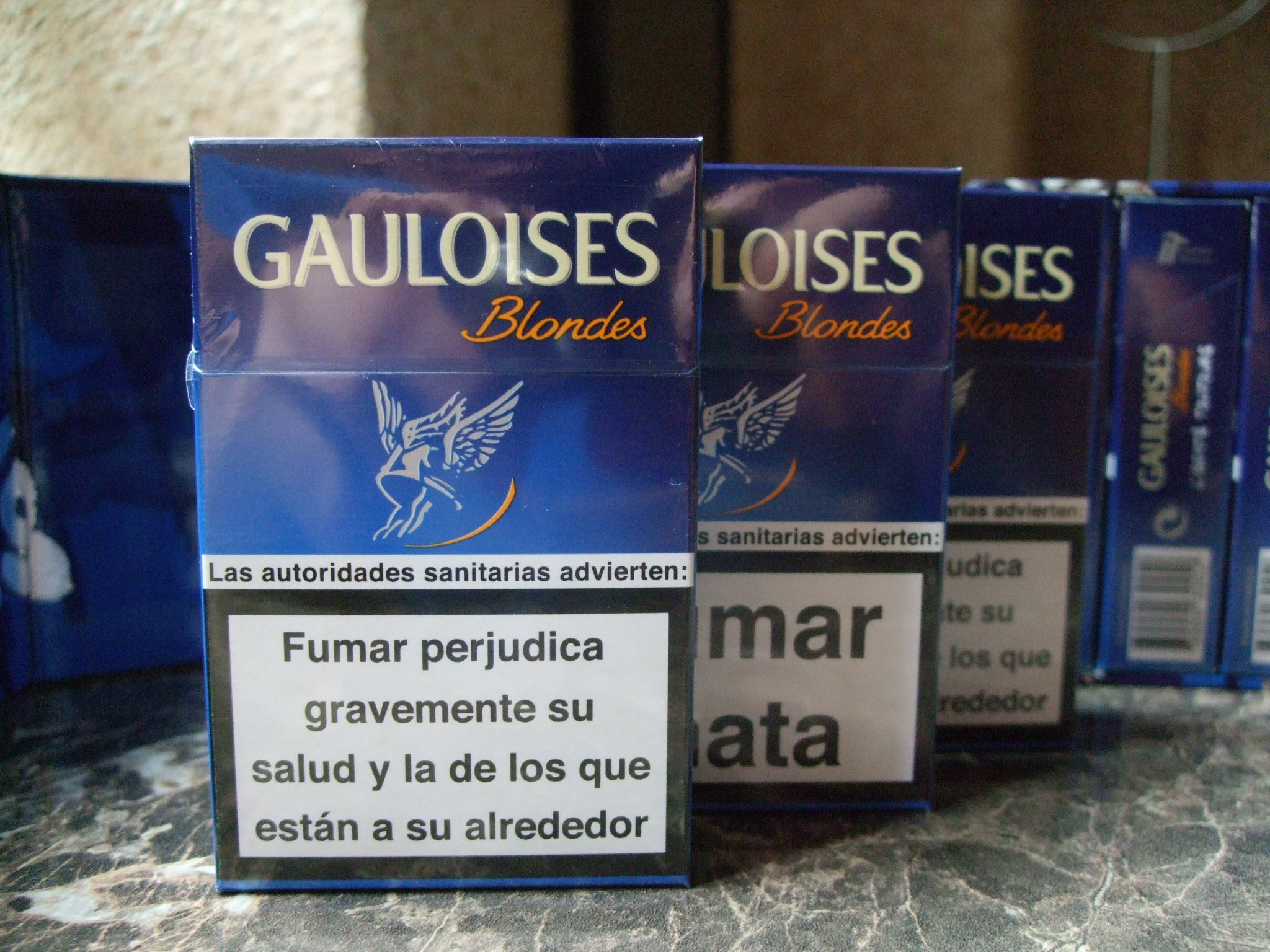
Gauloises Blondes

Gauloises (вимовляється приблизно як «ґолваз») — марка сигарет французького виробництва. Виробляється компанією Imperial Tobacco, після того як у січні 2008 року нею була куплена компанія Altadis.

## Про сигарети
Традиційні Gauloises — короткі і товсті, нефільтровані сигарети з темного тютюну, що поставляється з Сирії та Туреччини, який дає сильний характерний аромат.

## Історія бренду
Сигарети Gauloises вперше з'явилися в 1910 році. У 1984 році бренд був перейменований в Gauloises Blondes.
Під час Другої Світової Війни ці сигарети були популярні у Франції. Під час режиму Віші у них був неофіційний девіз: «Liberté, toujours» (Свобода, завжди). Ця марка була також популярна у видатних діячів мистецтва того часу, таких як Пабло Пікассо. Також їх курили: Жан-Поль Сартр, Хуліо Кортасар, Альбер Камю, Жан Бодрійяр, Джим Моррісон та багато інших.

## Галерея

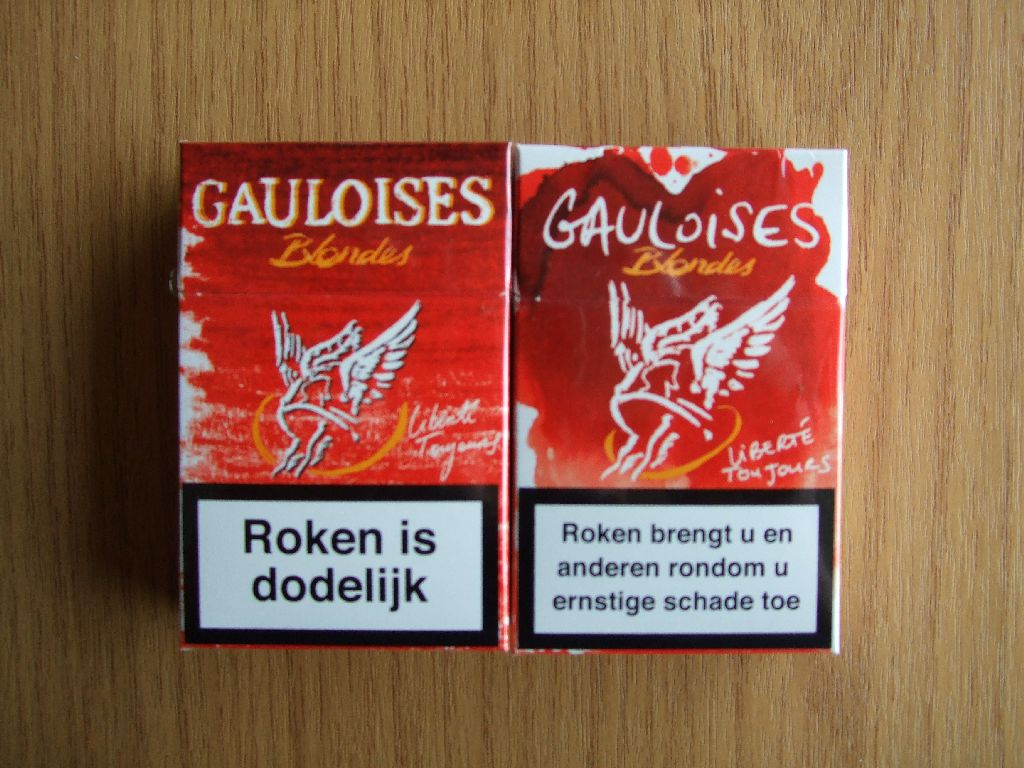
Gauloises limited editions from the Netherlands
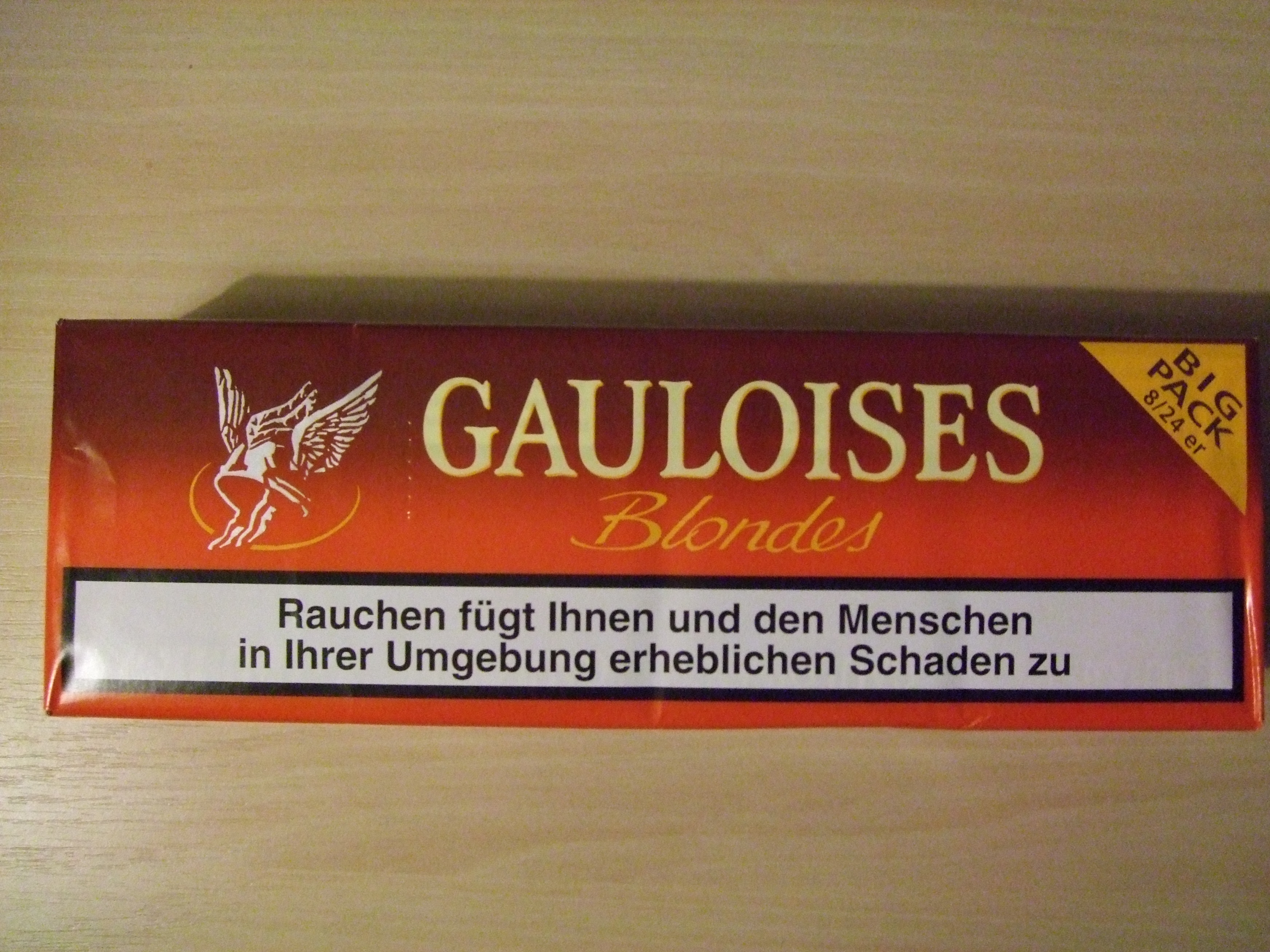
Carton of German Big Pack (8x24) Gauloises